# Mário-Henrique Leiria
Mário-Henrique Leiria (* 2. Januar 1923 in Lissabon; † 9. Januar 1980 in Cascais) war ein portugiesischer Schriftsteller und Maler des portugiesischen Surrealismus.

## Leben
Leiria besuchte zeitweilig die Lissabonner Kunsthochschule (Escola Superior de Belas Artes de Lisboa), wurde jedoch 1942 aus politischen Gründen exmatrikuliert. In den Jahren 1949 bis 1951 nahm er an der portugiesischen Bewegung des Surrealismus teil, in der Zeit entstanden auch mehrere seiner Kunstwerke. Bis 1957 übte er verschiedenste Berufe aus, darunter  Handelsvertreter der portugiesischen Handelsmarine und Maurer. Dazu gehörten auch zahlreiche Reisen in europäische Länder. Nachdem die regimekritische Aktion „Operação Papagaio“ verschiedener Surrealisten durch die PIDE verhindert wurde, begab sich Leiria ins Exil nach Brasilien, wo er von 1961 bis 1970 lebte.
Nachdem er wieder nach Portugal zurückgekehrt war, veröffentlichte er 1973 sein erstes, Salazar-kritisches Werk Contos do Gin-Tonic (Geschichten vom Gin-Tonic). Nach der im Zuge der portugiesischen Nelkenrevolution 1974 erfolgenden Ablösung des Salazar-Regimes veröffentlichte Leiria sein zweites Werk. 1976 trat er der Partido Revolucionário do Proletariado (Partei der Arbeiterrevolution) bei.
Mário-Henrique Leiria starb aufgrund Knochenschwunds.

## Werke
- Contos do Gin-Tonic (1973)
- Novo Contos do Gin (1974)
- Imagem Devolvida (1975)
- Conto de Natal para Crianças (1975)
- Casos de Direito Galáctico (1975)
- O Mundo Inquitante de Josela (1975)
- Lisboa ao voo do pássaro (1979)